# Грб општине Инђија
Грб општине Инђија описан је у Статуту општине Инђија од 21. јула 2008. године. Општина има грб и заставу.

## Опис
Грб Општине за основу има црвени штит. У централном делу штита истиче се бела црква са торњем која симболизује народни стожер, али и народ, његову веру и духовност. Јелен на крову цркве и у скоку ка торњу, симболизује тежњу јелена да се напије на извору животворне воде, на којој је Исус Христос представљен крстом на торњу цркве. Цркву са обе стране придржавају два анђела у плавој одежди који је симболично чувају, а плава боја одежде коју носе указује да се ради о небеском знамењу. На површини испод цркве исписан је број „1746“, који означава годину масовнијег досељавања Срба у Инђију. Испод штита налази се трака са натписом назива града.
Застава Општине је правоугаоног облика са односом страница 1:2 по вертикали и хоризонтали. Боја заставе у основи је бела. У средини заставе је грб Општине, изгледа и боје описане у претходном ставу. Застава је уоквирена златно жутом бојом.